# Anna Grodzka

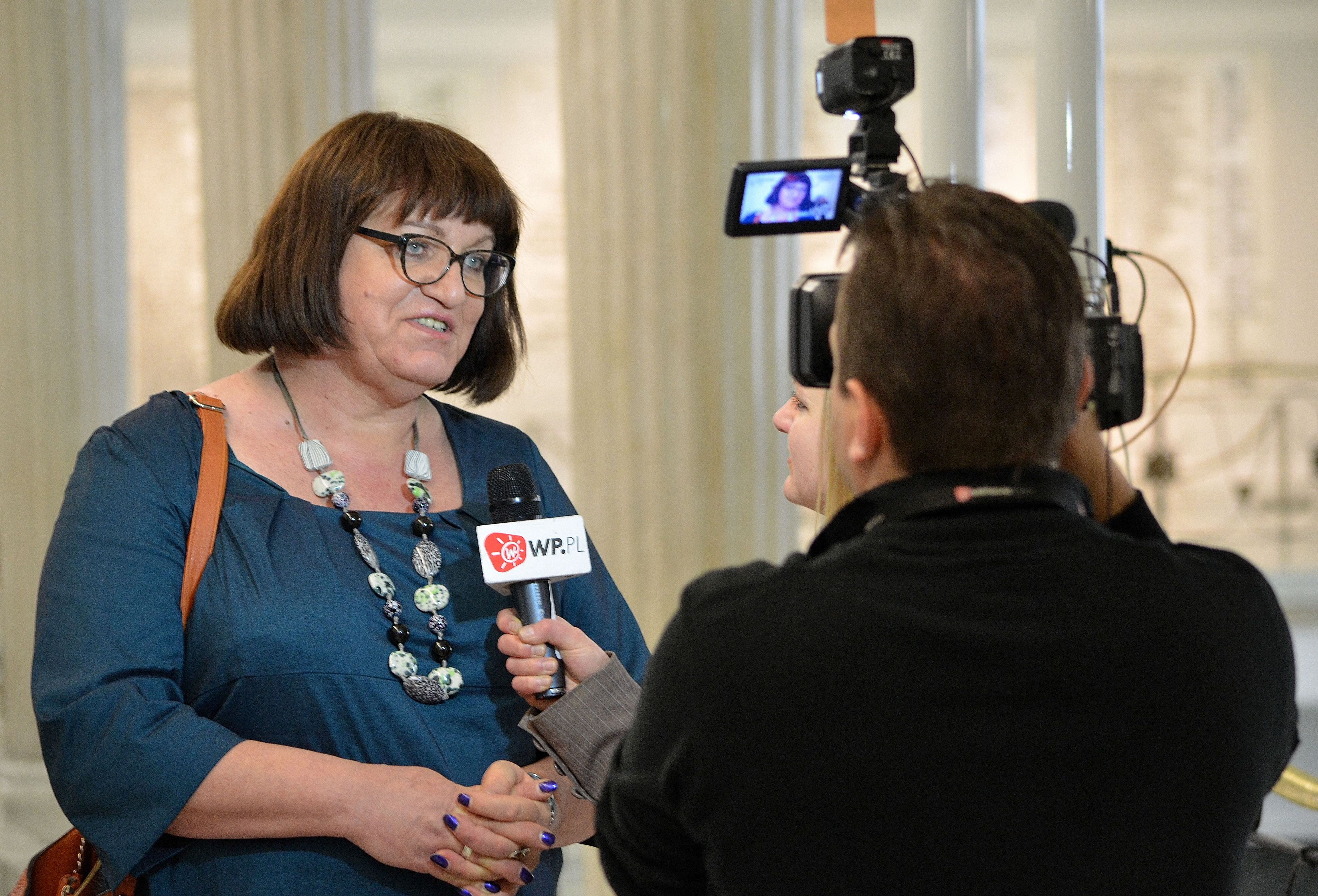
Anna Grodzka intervjuas i Sejmen i februari 2013.

Anna Grodzka, född Krzysztof Bogdan Bęgowski 16 mars 1954 i Otwock, är en polsk politiker och parlamentsledamot.
Grodzka har en examen i klinisk psykologi från universitetet i Warszawa. Hon har drivit egen förlagsverksamhet samt arbetat inom media och reklam. I många år tillhörde hon Demokratiska vänsterförbundet som hon dock tvingades lämna 2011 efter att hon ställde upp som Palikotrörelsens kandidat i riksdagsvalet. Den 9 oktober 2011 valdes hon in i Sejmen. Sedan juni 2014 är hon med i det gröna partiet Zieloni.
Grodzka är transperson; hon föddes som man och genomgick könskorrigerande behandling 2010. År 2008 startade hon en stiftelse som arbetar för transpersoners rättigheter. Hon blev den första transsexuella parlamentsledamoten i Europa och den andra i världen (efter nyzeeländaren Georgina Beyer) och har arbetat bland annat med frågor rörande registrerat partnerskap och abortlagstiftning.